# Leptostylus faulkneri
Leptostylus faulkneri är en skalbaggsart som beskrevs av Hovore 1988. Leptostylus faulkneri ingår i släktet Leptostylus och familjen långhorningar. Inga underarter finns listade i Catalogue of Life.